# Corella (Filipinas)
Corella es un municipio filipino perteneciente a la provincia de Bohol, en las Bisayas Centrales.

## Geografía
Se encuentra en el interior de la isla de Bohol.

## Historia
Hacia comienzos del siglo XX, el lugar, ya por entonces perteneciente a la provincia de Bohol, tenía contabilizada una población de 4215 habitantes. En 2020, el municipio de Corella tenía censados 9479 habitantes.